# Tasuki

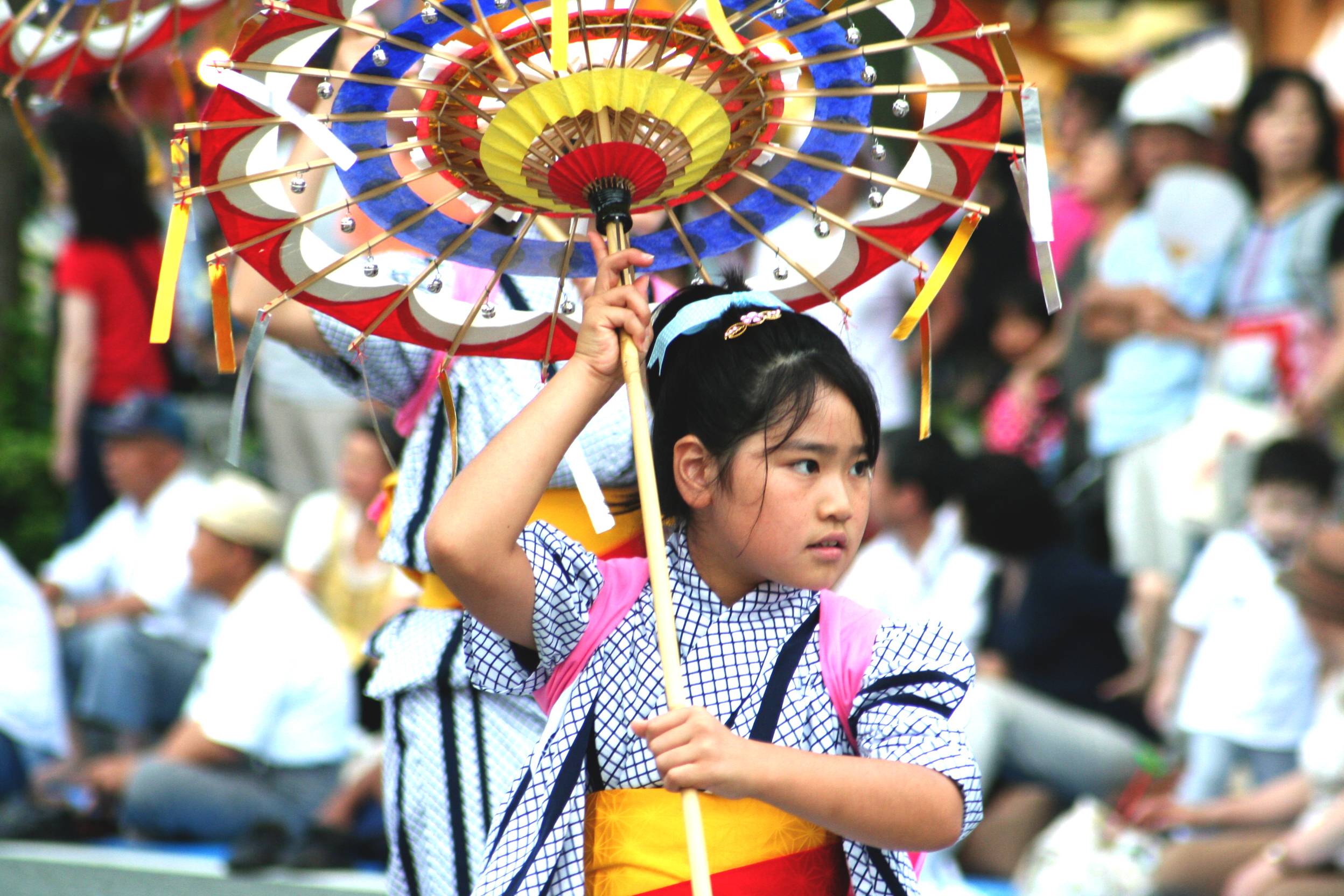
Rosafarbene Tasuki halten die Ärmel zurück. (Aufnahme bei einem Volksfest in der Präfektur Hyōgo)

Tasuki (japanisch 襷 oder 手繦) ist Bestandteil eines japanischen Kleidungsstücks. Das Tasuki ist ein Band oder eine Kordel, meist aus Baumwolle, Musselin oder Seide gefertigt und das zwischen Schulter und Achselhöhle gespannt wird, um die langen Ärmel japanischer Kimonos zusammenzuhalten, was die Bewegungsfreiheit erhöht. Das Tasuki wird heute bei religiösen Festen und von jungen Frauen beim Reisanbau verwendet. Es ist zudem Bestandteil religiöser Festtagskleidung. Im modernen Japanisch bezeichnet Tasuki auch eine Schärpe.

## Tasuki in Redewendungen

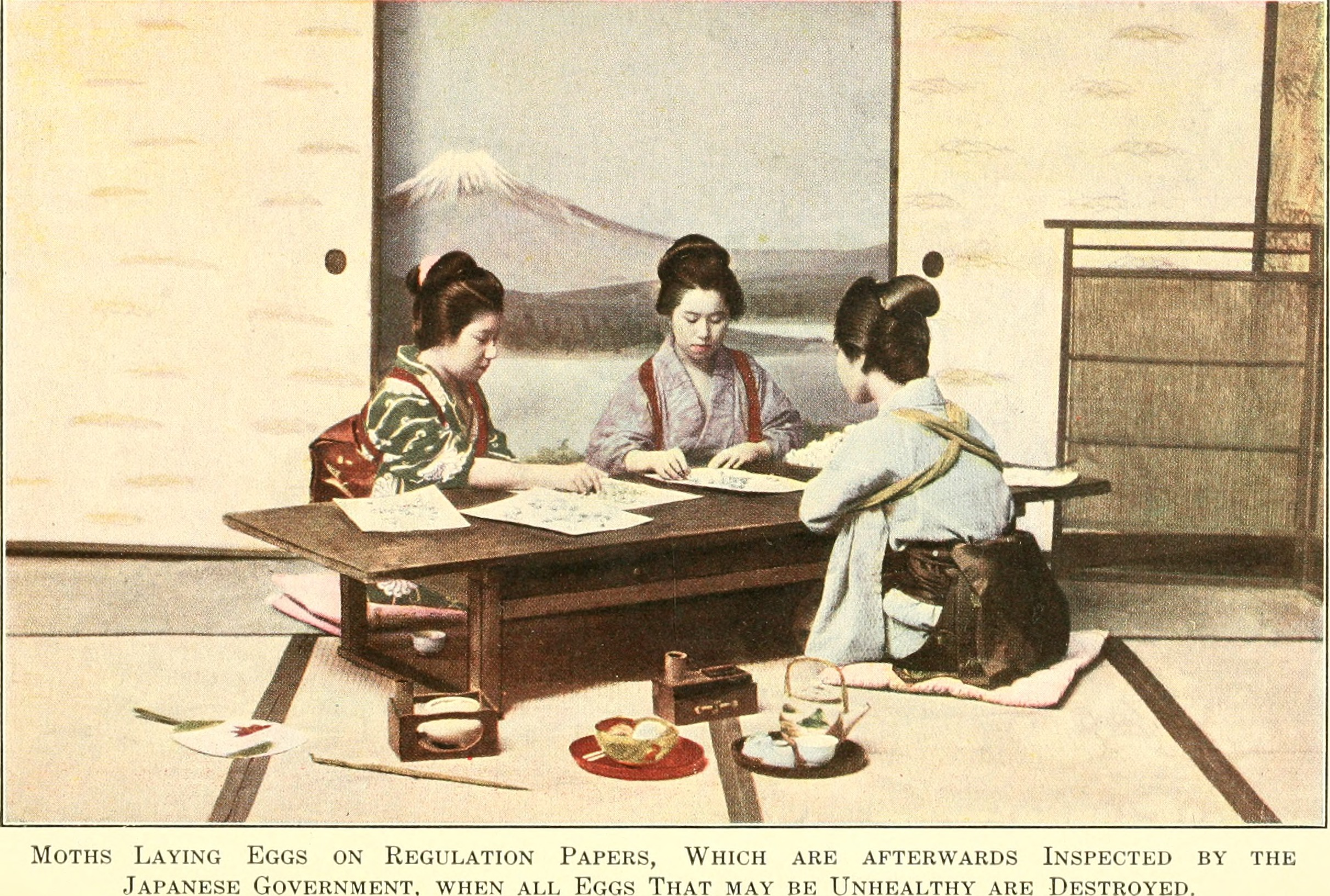
Kimono tragende Frauen mit Tasuki

Tasuki sind in Japan schon seit dem Altertum in Gebrauch und daher Bestandteil von Redewendungen. So drückt die Wendung Obi ni mijikashi tasuki ni nagashi 帯に短し襷に長し, etwa: als Gürtel zu kurz und als Tasuki zu lang aus, dass etwas nirgendwo richtig passt also nutzlos ist. Tasuki zori (襷反り) bezeichnet eine Technik im Sumō.